# St. Georgen, Straßburg
St. Georgen je naselje v Občini Straßburg v Okraju Šentvid ob Glini na Koroškem v Avstriji.